# Gauna
Gauna è, nell'India settentrionale,  la cerimonia associata con la consumazione del matrimonio. E associato con l'abitudine del piccolo matrimonio, che viene compiuto dopo diversi  anni dopo il matrimonio.   Prima che il matrimonio venga consumato la sposa rimane nella casa natale  Il matrimonio è considerato solo come l'unione rituale invece la vita coniugale inizia solo dopo il Gauna. 

## Nella cultura di massa
Un film in lingua hindi del 1950 portava il titolo Gauna, è stato diretto da Aamian Chakaravarty, prodotto da Jagat, immagini e la musica diretta da Husanlal Bhagtram. Anche altre serie televisive in Hindi come Agle Janam Mohe Bitiya Ciao Kijo e Balika Vadhu menzionano la pratica. 